# 中國香港劍擊總會
中國香港劍擊總會（英語：Fencing Association of Hong Kong, China）是專門管轄香港劍擊事務的組織，是受香港政府認可及資助的體育總會之一，也是港協暨奧委會的會員。該組織的前身為1949年成立的香港業餘劍擊總會（英語：Hong Kong Amateur Fencing Association），後易名為現今名稱。現時，香港劍擊總會是亞洲劍擊總會和國際擊劍協會的成員，主辦比賽各公開賽和分齡賽事，並決定國際比賽中香港劍擊代表隊的成員名單。香港的劍擊運動員一般稱為劍手。
香港劍擊總會與香港體育學院劍擊部有密切的合作關係。

## 組織結構[2]
- 會長及副會長
- 委員會
- 考試委員會
- 教練委員會
- 裁判委員會
- 競賽委員會
- 公共關係委員會
- 元老委員會
- 香港劍擊隊經理

### 考試委員會
考試委員會下屬的遴選小組負責決定國際賽事中香港劍擊代表隊的成員名單。香港劍擊代表隊成員必須為香港體育學院運動員獎學金計劃中認可的運動員，再考慮運動員的本地比賽排名、國際劍擊聯會個人成人排名、訓練出勤率是否合格、教練的評語、隊內訓練賽排名、有關比賽的提名甄選準則等，決定誰能在該比賽中代表香港參賽。

## 屬會
香港劍擊總會下有三十八個屬會，它們大多是香港教授劍擊的學校。

## 本地排名
香港劍擊總會及香港體育學院負責編製香港劍擊運動員的本地排名，這是決定運動員能否被挑選進入運動員獎學金計劃，以至成為香港劍擊代表隊成員的重要考慮因素。排名共分為六組，包括男子、女子的成年（二十歲以上）、青年（二十至十七歲）及少年組（十七至十三歲）。排名每年更新一次，採計數項由劍擊總會決定的大型賽事的成績。例如成年組的排名，則是採算該國際比賽前的八次認可本地比賽中的最佳六次成績。

## 運動員
香港劍擊隊在國際賽事的表現一向不俗。在2020東京奧運，香港劍擊代表隊的成員包括男子花劍項目的蔡俊彥、張小倫、張家朗、吳諾弘，及女子重劍項目的江旻憓、佘繕妡、連翊希、朱嘉望。其中張家朗在男子個人花劍比赛決賽上，擊敗上屆冠軍達尼埃萊·加羅佐，成功奪得香港歷史上第二面金牌以及第四面獎牌，並打破港隊最佳紀錄。

## 爭議
2014年3月，香港劍擊總會宣布該年選手名單，世界排名第117位及本地排名第一的男子重劍選手方喬未能入選個人賽名單 ，只能入選團體賽事。方喬於記者會指出，他一向符合劍總的遴選要求，然而劍總以「已考慮各方因素」而拒絕從新考慮出賽名單。
劍擊總會於當晚發表聲明，指出奧委會已就甄選運動員訂出清晰標準，並以2010年廣州亞運會為例，奧委會曾因總會提名之運動員不合符標準而於甄選階段否決其參賽資格。聲明中亦列出該項四名代表運動員合符甄選資格的成績及其國際排名，其中陸旭明(國際排名:73)及梁家明(國際排名:136)分別取得連續兩年亞洲錦標賽第六名及2012倫敦奧運參賽資格。

## 資料來源
1. ↑  .   [2013-11-30]. （原始内容存档于2013-12-03）. （页面存档备份，存于）
2. ↑  .   [3 March 2017]. （原始内容存档于2017-03-03）. （页面存档备份，存于）
3. 1 2   (PDF). HKFA. HKFA.   [2021-07-26]. （原始内容 (PDF)存档于2021-07-26）. （页面存档备份，存于）
4. ↑  .   [3 March 2017]. （原始内容存档于2017-03-03）. （页面存档备份，存于）
5. ↑   (PDF). HKFA. HKFA.   [2021-07-26]. （原始内容 (PDF)存档于2021-07-26）. （页面存档备份，存于）
6. ↑  . BBC. 2021-07-26  [2021-07-26]. （原始内容存档于2022-04-22）. （页面存档备份，存于）
7. ↑  .   [2014-11-02]. （原始内容存档于2014-11-02）. （页面存档备份，存于）

## 外部連結
- 官方网站 （页面存档备份，存于）